# Rafał Smoliński
Rafał Smoliński (ur. 14 lipca 1977 w Toruniu) – polski wioślarz, olimpijczyk z Sydney 2000, Aten 2004.

## Kariera sportowa
Zawodnik kolejno: AZS UMK Toruń, Zawiszy Bydgoszcz i AZS Gdańsk.
Wielokrotny medalista mistrzostw Polski:
- złoty
  - w konkurencji czwórek podwójnych w latach 1999–2000, 2002–2003
  - w konkurencji dwójek podwójnych w roku 2001
  - w konkurencji Dwójek ze sternikiem w latach 2006[1], 2007[2]
  - w konkurencji czwórek bez sternika w latach 2004[3], 2005[4]
  - w konkurencji ósemek w roku 2004[3]

Uczestnik mistrzostw świata w latach:
- 1998 wystartował w czwórce ze sternikiem zajmując 7. miejsce
- 2001 zajął 14. miejsce w dwójce bez sternika
- 2002 zajął 8. miejsce w czwórce bez sternika

Akademicki wicemistrz świata z roku 1998 w ósemce.
Na igrzyskach olimpijskich w roku 2000 wystąpił w czwórce bez sternika zajmując 13. miejsce, a w roku 2004 zajął 6. miejsce.